# Les Troyennes incendiant leur flotte
Les Troyennes incendiant leur flotte (ou Les Troyennes brûlant leurs vaisseaux) est une peinture réalisée vers 1643 par l'artiste français Claude Gellée, dit Le Lorrain. Réalisé à la peinture à l'huile sur toile, le tableau fait partie des collections du Metropolitan Museum of Art de New York.

## Historique de l'œuvre
Claude Lorrain réalise ce tableau vers 1643 à la demande du cardinal Girolamo Farnèse. La scène illustre un événement célèbre relaté dans le livre 5 de l'Énéide dans lequel les femmes exilées de Troie, stimulées par la déesse grecque Junon, brûlent la flotte troyenne pour forcer leurs hommes à cesser d'errer et à s'installer en Sicile. Cependant, Énée prie le dieu Jupiter de sauver les navires des flammes en invoquant une tempête de pluie afin d'éteindre l'incendie ; Le Lorrain y fait allusion en insérant des nuages sombres en haut à droite de la peinture.